# Lux
|  | Per a altres significats, vegeu «Lux (desambiguació)». |

El lux és la unitat del SI per a la mesura de la Il·luminació. Es tracta d'una unitat derivada amb nom propi i amb un símbol particular que són les lletres lx La paraula 'il·luminància' no existeix en català, cal dir 'il·luminació'. El seu valor equival a un flux d'un lumen que incideix en un metre quadrat:
1 lx = 1 lm/m² = 1 m²·m–4·cd
El lumen i el lux deriven de la unitat de base candela i donen informació sobre la visió humana.

## Múltiples i submúltiples del SI
| Múltiple | Nom      | Símbol |  | Submúltiple | Nom       | Símbol |
| -------- | -------- | ------ |  | ----------- | --------- | ------ |
| 100      | lux      | lx     |  |             |           |        |
| 10¹      | decalux  | dalx   |  | 10–1        | decilux   | dlx    |
| 10²      | hectolux | hlx    |  | 10–2        | centilux  | clx    |
| 103      | kilolux  | klx    |  | 10–3        | mil·lilux | mlx    |
| 10⁶      | megalux  | Mlx    |  | 10–6        | microlux  | µlx    |
| 10⁹      | gigalux  | Glx    |  | 10–9        | nanolux   | nlx    |
| 1012     | teralux  | Tlx    |  | 10–12       | picolux   | plx    |
| 1015     | petalux  | Plx    |  | 10–15       | femtolux  | flx    |
| 1018     | exalux   | Elx    |  | 10–18       | attolux   | alx    |
| 1021     | zettalux | Zlx    |  | 10–21       | zeptolux  | zlx    |
| 1024     | yottalux | Ylx    |  | 10–24       | yoctolux  | ylx    |

## Exemples d'il·luminació
- La llum del Sol d'un dia mitjà il·lumina entre 32.000 i 100.000 lux.
- Els platons de televisió s'il·luminen cap als 1.000 lux.
- Una oficina ben enllumenada té cap a 400 lux d'il·luminació.
- La llum de la lluna representa aproximadament 1 lux.
- La llum dels estels mesuren cap a 0,000 05 lux.

## Diferències entre lux i lumen
La diferència entre el lux i el lumen és que el lux té en compte l'àrea sobre la qual s'estén la llum. Així, 1.000 lúmens, concentrats en un metre quadrat il·luminen aquest metre quadrat amb 1.000 lux. Però els mateixos 1000 lumens repartits en 10 metres quadrats, produeixen una il·luminació molt menor: només 100 lux. Així, il·luminar una àrea major amb el mateix nombre de lux requereix augmentar el nombre de lumens.

## Il·luminació i energia
La il·luminació no és una mesura directa de l'energia de la llum, perquè la relació entre energia i il·luminació depèn de la longitud d'ona. A 555 nm, enmig de l'espectre visible, un lux és igual a 1,46 mW/m².